# Kristine Kujath Thorp
Kristine Kujath Thorp, född 23 april 1992 i Oslo, är en norsk skådespelare.
Kujath Thorp har bland annat medverkat i TV-serien Något om Emma. Hon har även medverkat i filmerna Bastarden och Nordsjön.

## Filmografi (i urval)
- 2020 – Något om Emma (TV-serie)
- 2021 – Nordsjön
- 2023 – Bastarden